# クリーペル

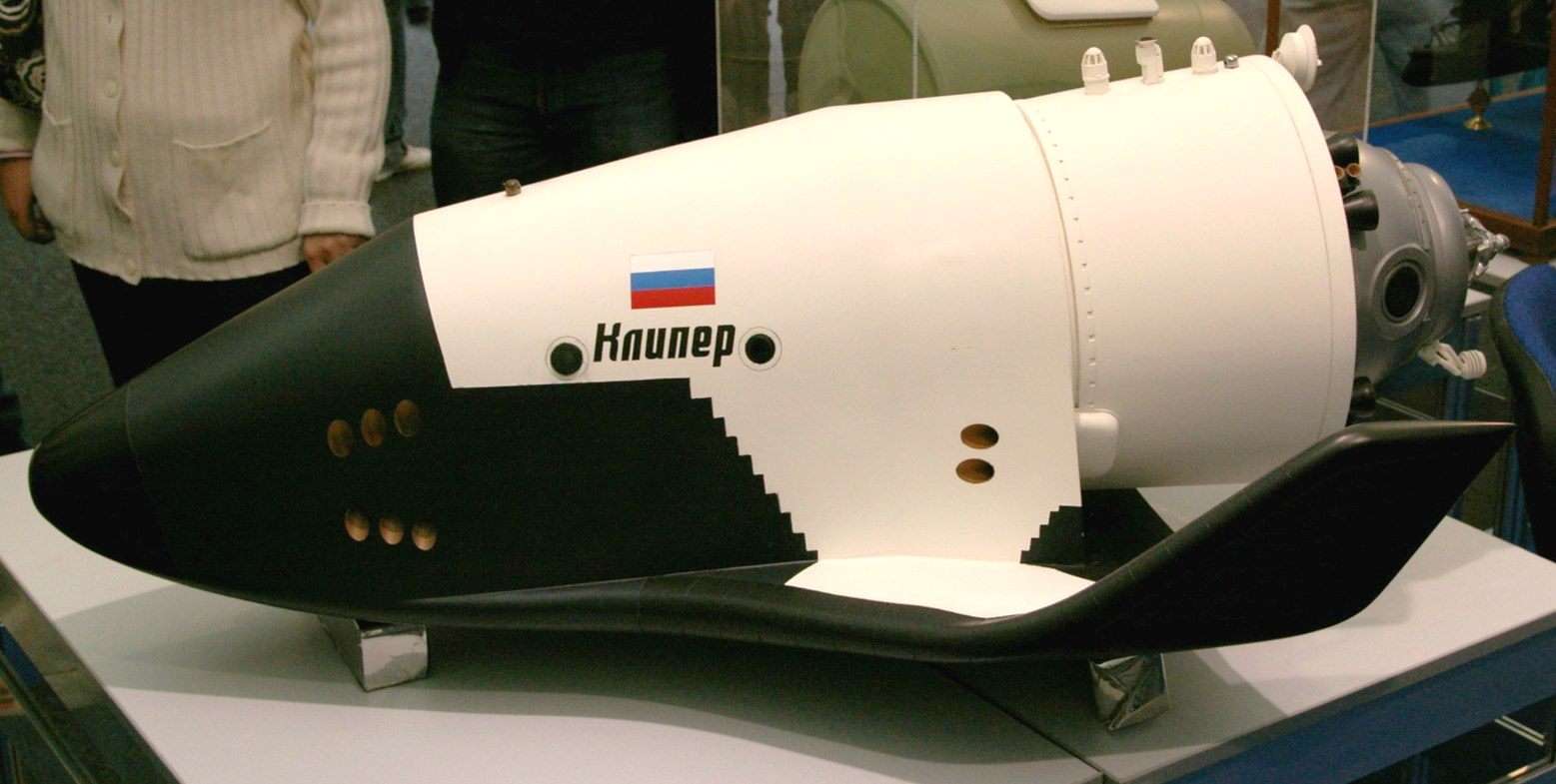
クリーペル

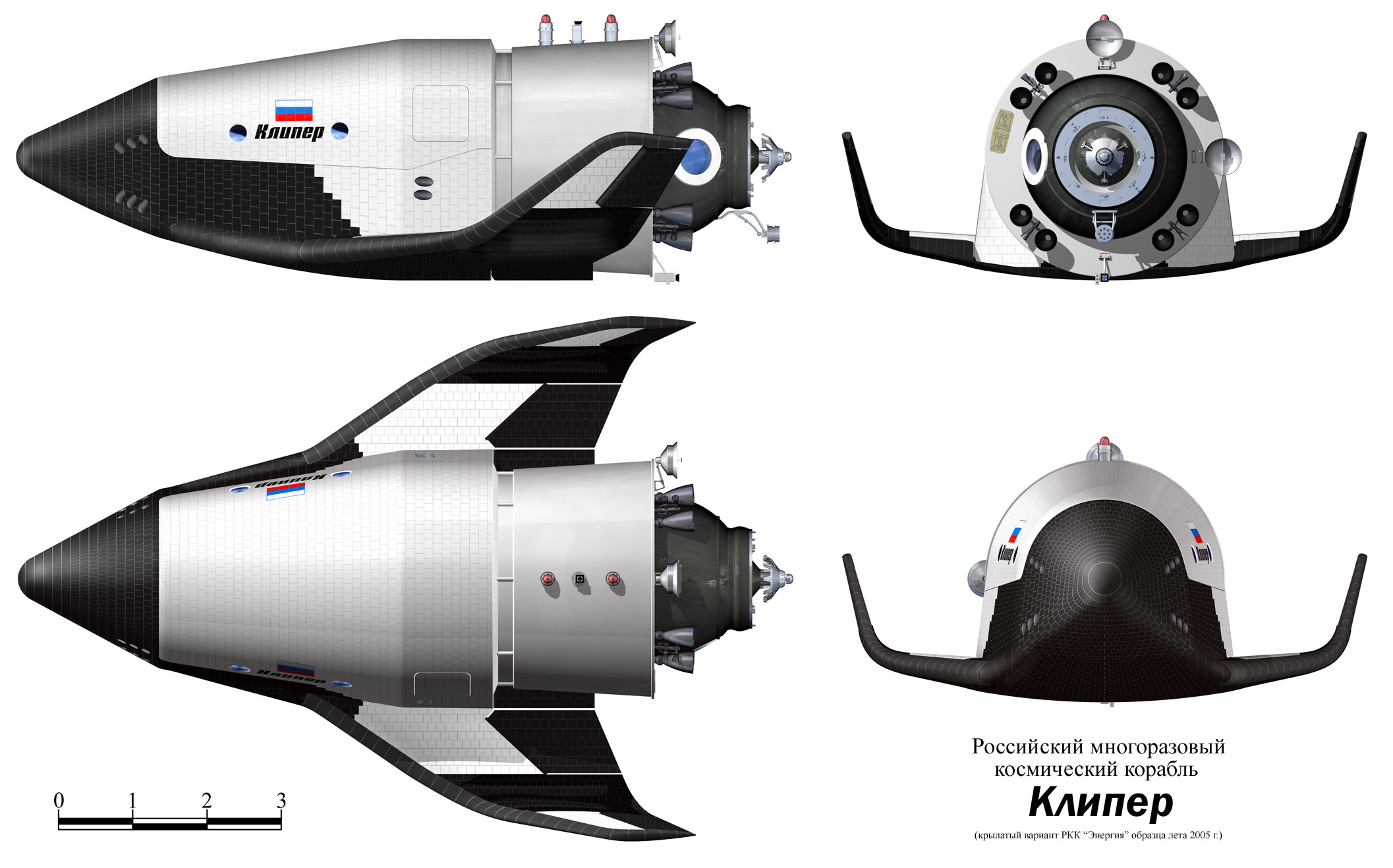
前後左右から見たクリーペル

クリーペル（ロシア語: Клипер、英語: Kliper）は、ロシアが提唱していた次世代有人宇宙船。英語読みでクリッパーとも呼ばれる。計画は後に欧州宇宙機関と共同のCSTSに取って代わられ、CSTS失敗後もカプセル型のPPTSへと移行している。
ソユーズの後継機として設計されており、部分的に再利用できるスペースプレーンで、大気中を滑空して、現在のソユーズよりも遥かに人間に加速をかけないよう考えられていた。
RKKエネルギアのクリーペル案として、2006年には、純粋なリフティングボディと、小さな翼を持ったスペースプレーンの二つのバージョンが提案されていた。この宇宙船は少なくとも6人の人員を乗せ、地球と国際宇宙ステーションの間を輸送する性能を持つと推測される。また、楽観的な立場からは月探査や火星探査にも使用可能であると推測されていた。
開発の主な目的は、再使用型宇宙船の手法を取り入れ有人宇宙飛行のコストを減らす、宇宙旅行の準備時間を短くするとともに受ける加速度を減らす、そして古くなったソユーズカプセルのデザインを更新することだと見られている。